# Maria de Rohan
Marie Aimée de Rohan (Castelo de Coupvray, dezembro de 1600 — Castelo de Maison-Rouge, 12 de agosto de 1679), foi uma nobre francesa que deveu a sua reputação ao seu grande charme e a numerosas intrigas políticas.

## Biografia
Marie Aimée de Montbazon-Rohan nasceu por volta do mês de dezembro do ano de 1600, como uma princesa da Casa de Rohan, família oriunda dos primeiros soberanos da Bretanha, que, por sí e por seus diversos ramos, possuía há muito tempo uma parte considerável da Bretanha e do Anjou.
Era filha de Hercule de Rohan, duque de Montbazon, príncipe de Guéméné e de Madeleine de Lenoncourt.
Em setembro de 1617, casa-se em primeiras núpcias com o grande "Connétable", Carlos d'Albert de Luynes, duque de Luynes, favorito do Rei Luís XIII. Luynes dedica-se a formá-la; dá-lhe as primeiras lições sobre a política sem escrúpulos da época que se compunha principalmente de intriga e audácia. Maria de Rohan logo tirou vantagens desta escola.

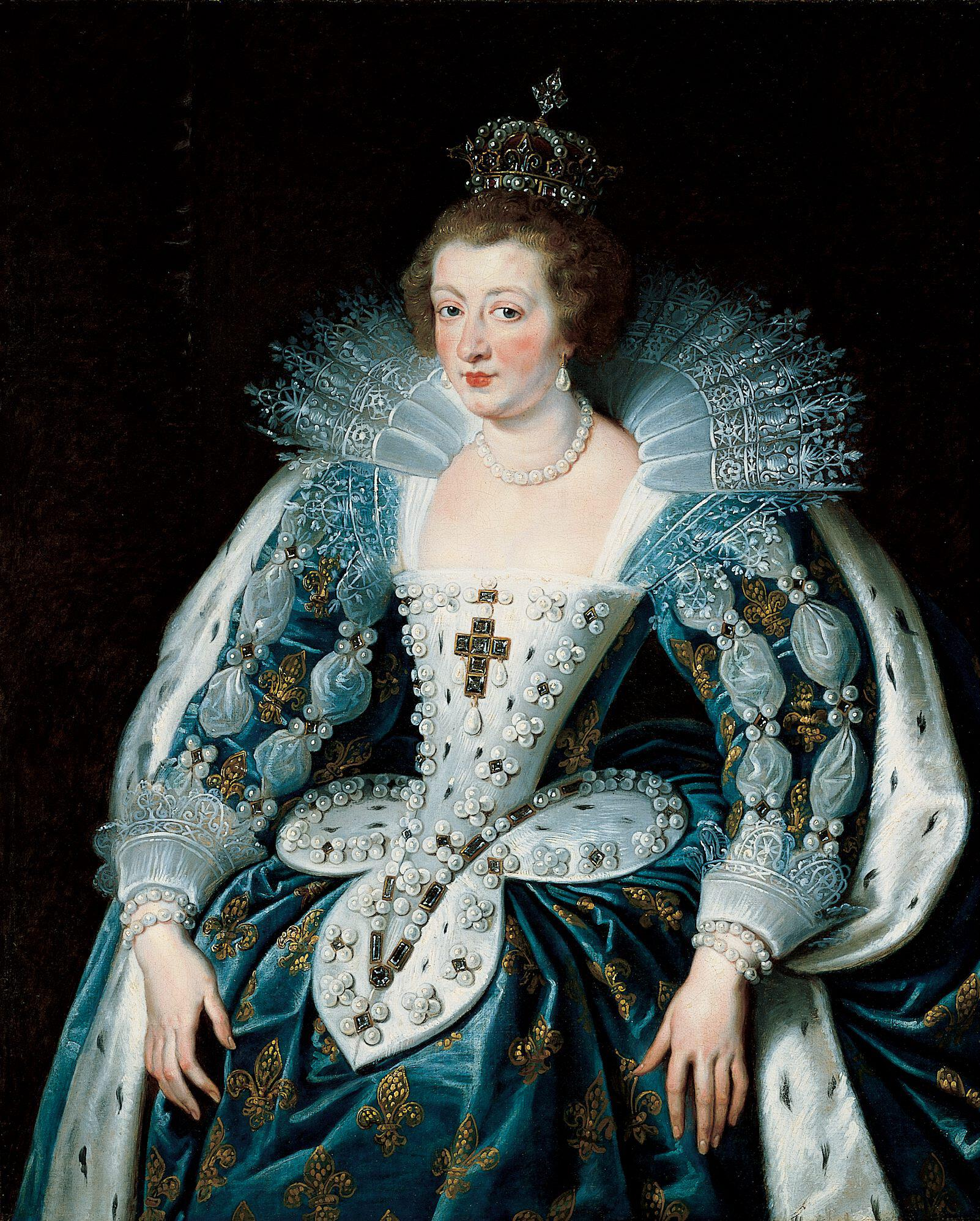
Ana de Áustria, rainha de França.

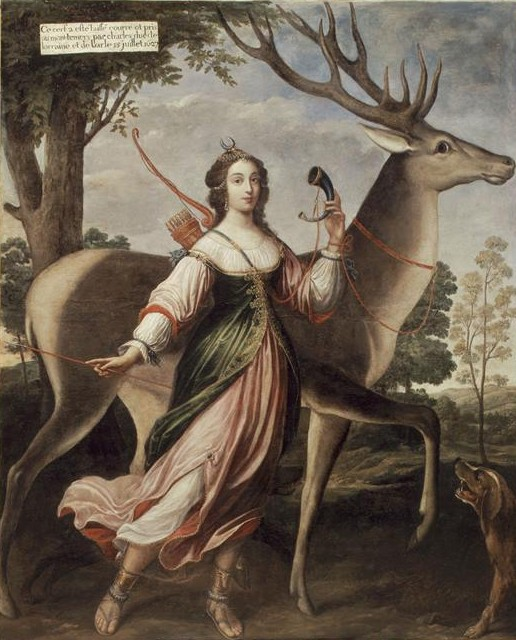
A Duquesa de Chevreuse como Diana Caçadora.Quadro atribuído a Claude Deruet.

O principal interesse do favorito de Luís XIII era manter para si e para os seus o coração do Rei e de apoderar-se também da confiança da rainha Ana d'Áustria, com o intuito de tornar-se senhor de toda a Corte. Para tanto, nela introduz a esposa, dando-lhe instruções de aplicar-se para obter as boas graças da rainha e do rei. Ela consegue alcançar completamente seu objetivo e, em dezembro de 1618, Luís XIII a nomeia superintendente da casa da rainha no lugar de Louise de Budos. Ela vai, desde então, exercer forte influência sobre a rainha.
Em 1620, nasce Louis-Charles d'Albert de quem o rei Luís XIII será padrinho. Logo em seguida, morre o duque de Luynes. Viúva aos 21 anos, Maria de Rohan casa-se novamente em 21 de abril de 1622 com o filho do duque Henrique I de Guise: Claude de Lorena, que "como príncipe da Lorena, Chevreuse não era súdito do rei de França. Duque d'Aumale, depois príncipe de Joinville e enfim duque de Chevreuse, Claude era um príncipe independente a quem todos chamavam «monsenhor» e a quem o rei de França, tal como o de Inglaterra, chamavam «meu primo»".
Em 1622, ela é excluída da Corte por Luís XIII graças a um incidente; ela incentiva a rainha a correr pelos corredores do Louvre, esta sofre uma queda e aborta uma gravidez de seis semanas. O duque de Chevreuse utilizará então de toda a sua influência junto ao Rei para fazê-la ser reintegrada à Corte.
Para manter sua influência na Corte, a duquesa de Chevreuse participa dos seguintes episódios:
- o caso de Jorge Villiers, 1.º Duque de Buckingham (1623-1624) do qual é a incentivadora junto com seu amante, o Conde de Holland;[3]
- a « Conspiração de Chalais », organizada por seu amante, o Conde de Chalais, em 1626;
- as negociações com o Duque de Lorena e a Espanha, levadas a cabo por seu amante Carlos de l’Aubespine, em 1633;
- a troca secreta de correspondência entre Ana d'Áustria e a Espanha em 1637;
- a conspiração do Conde de Soissons, em 1641;
- a "Cabale des Importants" (literalmente "Cabala dos Importantes") contra Jules Mazarin, em 1643.

Considerada feroz em seus complôs políticos, é diversas vezes expulsa da Corte mas sempre volta.
Após a morte de Luís XIII, Ana d'Áustria assegura a regência com Jules Mazarin e a Duquesa de Chevreuse perde seu poder. Toma então o partido da Fronda e, durante os anos seguintes, tece intrigas para assegurar a fortuna de sua família. Notadamente consegue que seu neto, Carlos de Luynes, case-se com a filha de Jean-Baptiste Colbert, o homem mais influente da época depois de Luís XIV.
Em 1679, aos 78 anos, retira-se para um convento em Gagny, onde faleceu em 12 de agosto. Era uma das mulheres mais nobres de França: Alteza das Casa de Rohan e de Lorena, duquesa de Luynes, Chevreuse e d'Aumale, princesa de Joinville.

## Filhos
Do casamento com o duque de Luynes, Charles d' Albert, Marie tem dois filhos:
- Anne Marie d'Albert, mademoiselle de Luynes, nasceu em 1619 e morreu a 21 de Setembro de 1646. Não casou;
- Louis Charles d' Albert, duque de Luynes, nasceu em 1620 e morreu em 1690. Casou em 1641 com Louise Marie Séguier, marquesa d' O, de quem tem dois filhos. Em 1661 casou pela segunda vez com Anne de Rohan, princesa como a sua mãe da casa de Rohan, que lhe deu sete filhos.

Do casamento com o Duque de Chevreuse, Maria de Rohan teve três filhas, das quais duas tornaram-se religiosas:
- Anne-Marie, abadessa de Pont-aux-Dames, nascida em 1625 (Londres) e morta em 1652;
- Charlotte-Marie de Lorena, nascida em 1627, depois do fracasso de sua tentativa de casamento com o príncipe de Conti, torna-se amante do Cardeal de Retz com quem exerce um papel na Fronda. Morre solteira em 1652;
- Henriette de Lorena (1631-1693), abadessa de Abbaye Notre-Dame de Jouarre], nascida em 1631, retirou-se para a Abadia de Port-Royal de Paris onde terminará seus dias em 1693.

## Descendência
Entre os seus descendentes encontram-se:
- Inúmeros membros de casas ducais e principescas francesas, italianas e alemãs;
- Jeanne Baptiste d' Albert, célebre amante do rei Vítor Amadeu II de Saboia;
- Os atuais duques de Luynes e Chevreuse;
- Todos os descendentes do presidente da República francesa: Patrice Mac-Mahon, duque de Magenta;
- Maria Luísa, princesa de Lamballe, favorita da rainha Maria Antonieta;
- Carlos Alberto I, rei de Sardenha;
- Vítor Emanuel II, Humberto I, Vítor Emanuel III e Humberto II, reis de Itália;
- A rainha Dª. Maria Pia, rainha de Portugal e consecutivamente, o rei D. Carlos I e o rei D. Manuel II;
- O rei Simeão II da Bulgária;
- Os herdeiro do trono Jugoslavo.

## Títulos
- Dezembro de 1600 – 13 de Setembro de 1617 Sua Alteza a mademoiselle de Montbazon
- 13 Setembro de 1617 – 15 de Dezembro de 1621 Sua Alteza a duquesa de Luynes
- 15 de Dezembro de 1621 – 20 de Abril de 1622 Sua Alteza  a duquesa víuva de Luynes
- 20 de Abril de 1622 – 24 de Janeiro de 1657 Sua Alteza  a duquesa de Chevreuse
- 24 de Janeiro de 1657 – 12 de Agosto de 1679 Sua Alteza  a duquesa víuva de Chevreuse

## Obras inspiradas em sua vida
- Gaetano Donizetti escreveu uma ópera "Maria di Rohan" seguindo sua biografia e sobretudo os eventos dos anos de 1620, com estréia em 1843.
- Juliette Benzoni escreveu dois volumes romanceados da vida de Maria de Rohan: Marie, a Duquesa das Intrigas (2004); Maria, a Duquesa das Paixões (2005).